# 波鴻魯爾大學

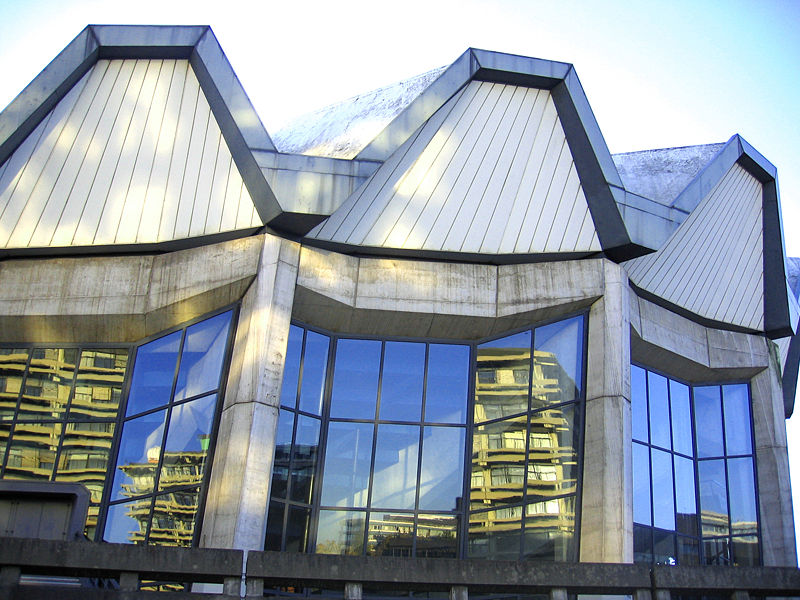
魯爾大學的主講堂

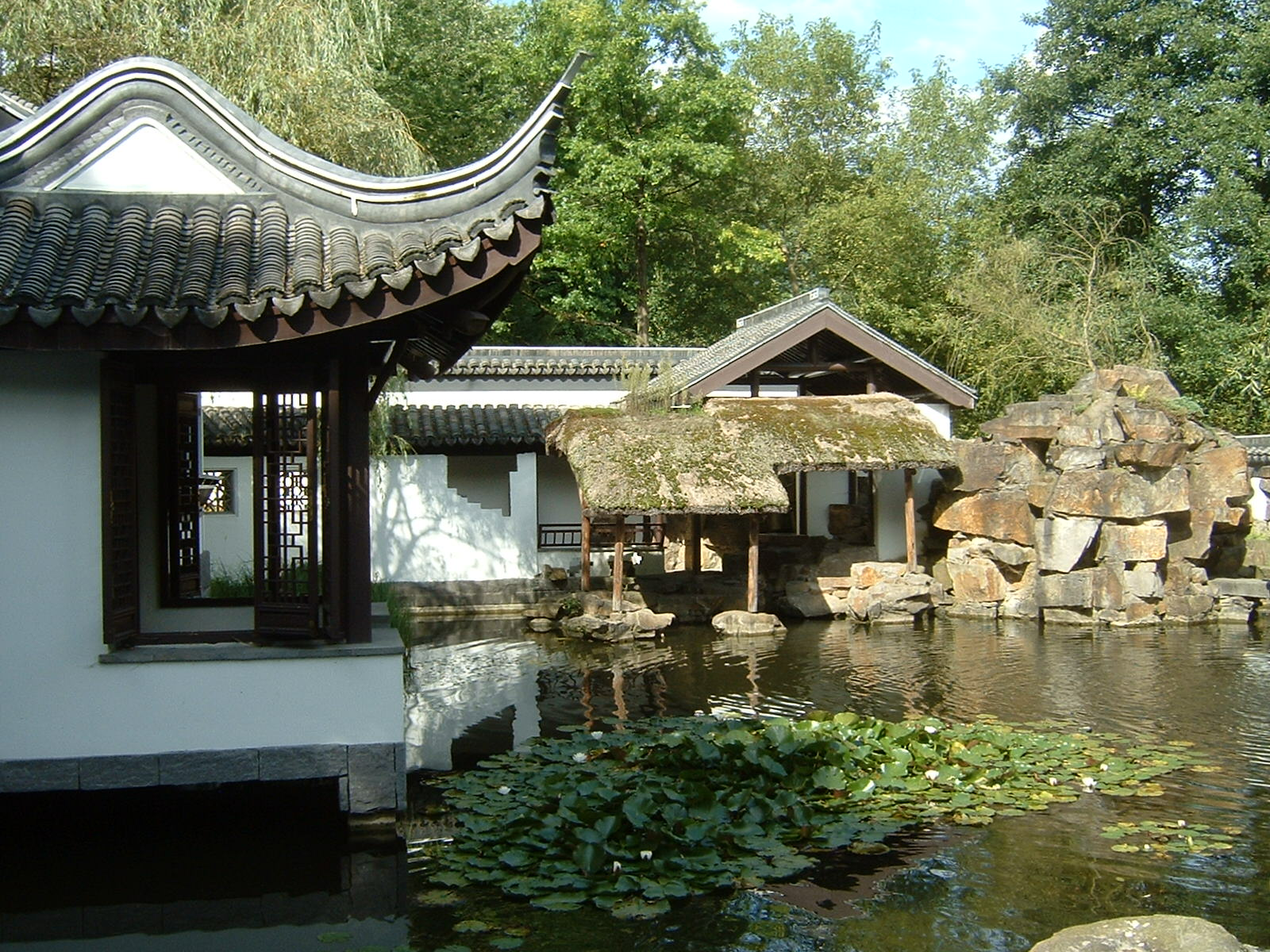
魯爾大學的中式园林

波鴻鲁尔大学（德語：Ruhr-Universität Bochum；RUB）位于德國鲁尔区波鸿，建立于1962年，也是在新成立的联邦德国时期成立的第一所大学。大学选址在波鸿市区以外的绿色草原地区Querenburg，形成了一个独立校区。整个校园由几个靠近的相对独立的建筑构成。
在过去几年校园进行了大面积的校园维护改造工程。兴建了在各种教学楼中间的公用绿地。而以前这里几乎是寸草不生。原本波鴻魯爾大學计划修建的更大。不过现在很多建筑都已经不会再修建了，例如计划中的大学诊所等。为医学专业所修建的两所建筑虽然竣工，不过始终没有投入使用。他们长期以来都处于闲置状态，现在已经确定改建为私人企业。长年以来，波鴻魯爾大學一直处于改革中，也是德国高校改革试点大学之一。

## 建筑风格
波鴻魯爾大學的建筑风格时至今日依然是颇有争议的一个话题。因为在大学内，大学图书馆和Audimax坐镇中央，而在四周都是由四座完全对称的高大建筑辅以不同颜色而构成，这一设计体现了各个学科的内涵，也来自于某个不闻名的设计理念。它体现了大学就如同知识海洋中的一座港口，而每座建筑则是启航的船只。而Audimax更是如同一个牡蛎一样处于校区中。在90年代兴建的城市有轨电车的车站顶棚也相应的以海浪为外形。

## 學院
- 基督教神学
- 天主教神学
- 哲学，教育学和大众传播学
- 历史学
- 语文学
- 法学
- 经济学
- 社会学
- 东亚学
- 体育学
- 心理学
- 劳动学
- 土木工程
- 机械制造
- 电子学，信息技术
- 数学
- 物理学，天文学
- 生物学
- 化学，生物化学
- 地理学
- 医学

## 學術
它是德國較好的大學之一，2015年泰晤士高等教育將其排在世界“年輕大學”中的第54位。在最新的CHE2019/2020排名中环境工程排名全德第一，化学专业与土木工程分别也获得了第2、3位的好成绩。

## 校园文化
大学内有诸多的组织和团体。每年学校举办一届波鸿国际影视节。从1967 大学学生总会AStA出版《波鸿学生报》。这是德国历史最悠久的学生报纸。

## 学费
2006年9月18日，校方正式确定，对于波鴻魯爾大學所有在校学生征收按照学费法案的每学期500欧元的学费，该决定自2007年夏季学期开始实行。
自2010年冬季學期開始，北威邦議會通過免除學費議案，因此校方今日只酌收社會捐費用，一共三百零三歐元。